# عبادات دو
عباداتی _عبادات دو، روستایی از توابع بخش مرکزی شهرستان هفتکل در استان خوزستان ایران است.
این روستا از دو بخش تشکیل شده است ، روستای عبادات 1 و روستای عبادات 2 که دلیل این نامگذاری ،فامیل و اصل و نسب اهالی آن روستا که از طایفه اعباده_العبادی هستند 

## جمعیت
این روستا در دهستان گزین قرار دارد و براساس سرشماری مرکز آمار ایران در سال ۱۳۸۵، جمعیت آن ۱۱۶ نفر (۱۸خانوار) بوده‌است.